# 이스트링크 센터
이스트링크 센터(Eastlink Centre)는 캐나다 프린스에드워드아일랜드주 샬럿타운에 위치한 실내 경기장이다. NBL 캐나다 아일랜드 스톰의 홈경기장으로 사용되고 있으면, 과거 AHL 프린스에드워드아일랜드 세너터스의 홈경기장으로 사용했다.